# Staurastrum boldtianum
Staurastrum boldtianum là một loài Song tinh tảo trong họ Desmidiaceae, thuộc chi Staurastrum.